# NGC 3472
NGC 3472 je jedan do danas nepotvrđeni objekt u zviježđu Peharu. . Sva promatranja poslije nisu na tom položaju uočila nikoji objekt.

## Vanjske poveznice
- (eng.) SEDS: NGC 3472
- (eng.) Revidirani Novi opći katalog
- (eng.) Izvangalaktička baza podataka NASA-e i IPAC-a
- (eng.) Astronomska baza podataka SIMBAD
- (eng.) VizieR